# Temporada 1846-1847 del Liceu
La temporada 1846-1847 del Liceu fou la primera temporada de la història del Liceu i es va inaugurar el 17 d'abril de 1847 amb Anna Bolena de Gaetano Donizetti. Es va triar aquesta òpera que ja s'havia representat a Barcelona perquè fos coneguda i vistosa. Donizetti era en aquell moment el compositor capdavanter. En aquella època estaven de moda les òperes basades en monarques anglesos perquè Anglaterra amb el Romanticisme s'havia posat molt de moda.
El teatre, que fou una iniciativa del petit comerciant de Barcelona, va tenir una primera temporada on triomfà Donizetti, el primer Verdi, i Mercadante, que havia sigut el mestre del primer director musical: Marià Obiols.
La consideració de temporada 1846-1847 no coincideix amb la que fa servir el llibre de representacions d'òperes representades al Liceu entre 1847 i 1936. Segons aquest llibre, les obres aquí indicades corresponen a la temporada 1847-1848, que va començar el 17 d'abril de 1847 i va acabar el 5 de febrer de 1848, incloent-hi doncs una part important del que es pot veure a la temporada 1848-1849 del Liceu.
| Temporada 1846-1847 del Liceu |                    |                  |                   | |           |              |
| Òpera                         | Compositor         | Director musical | Director d'escena | Papers principals | Producció | Dates        |
| Anna Bolena                   | Gaetano Donizetti  | Marià Obiols     |                   | Giovanna Rossi-Caccia, Andrea Castellan, Manuel Renou, Carlotta Maironi, Emanuele Testa, Antoni Vives, Ferran Rauret                                          |           | 17 d'abril   |
| I due Foscari                 | Giuseppe Verdi     | Michele Rachelle |                   | Fanny Salvini-Donatelli, Gaetano Ferri, Andrea Castellan, Antoni Vives, Ferran Rauret, Adelaida Aleu-Cavallé, Joan Pla                                        |           | 12 de maig   |
| Il bravo                      | Saverio Mercadante | Marià Obiols     |                   | Fanny Salvini-Donatelli, Gaetano Ferri, Ferran Rauret, Andrea Castellan, Carlo Liverani, Antoni Vives, Joan Pla, Giovanna Rossi-Caccia, Adelaida Aleu-Cavallé |           | 29 de maig   |
| Parisina d'Este               | Gaetano Donizetti  | Marià Obiols     |                   | Giovanna Rossi-Caccia, Adelaida Aleu-Cavallé, Gaetano Ferri, Carlo Liverani, Fanny Salvini-Donatelli                                                          |           | 26 de juny   |
| Giovanna d'Arco               | Giuseppe Verdi     | Marià Obiols     |                   | Fanny Salvini-Donatelli, Andrea Castellan, Gaetano Ferri, Ferran Rauret, Joan Pla                                                                             |           | 28 de juliol |